# BAP Chipana (SS-34)
El BAP Chipana (SS-34) es uno de los cuatro submarinos Tipo 209/1200 ordenado por la Marina de Guerra del Perú. Fue construido por el astillero alemán Howaldtswerke-Deutsche Werft en su astillero de Kiel. Fue originalmente nombrada Blume en honor al ingeniero peruano Federico Blume, que diseñó y construyó el primer submarino peruano: el Toro; sin embargo, se le cambió el nombre a Chipana, en honor al combate del mismo nombre, sucedido en la Guerra del Pacífico. Después de las pruebas en el Mar del Norte, llegó al puerto peruano del Callao en 1983. 
En 2018, se inició en las instalaciones del SIMA Callao un ambicioso programa de modernización de 4 submarinos tipo 209/1200, siendo elegido como primer submarino para la modernización el BAP Chipana (SS-34), el cual en mayo de ese año superó la etapa de desmontaje de sistemas y corte del casco del submarino en 2 secciones, en este desmontaje se retiraron los componentes del sistema de propulsion, incluyendo sus motores diesel y grupos de generación de potencia eléctrica, sensores varios, periscopios, válvulas, tuberías, eje principal, entre otros, este programa ampliara la vida útil de estos submarino en 15 años. 